# Augustus N. Martin
Augustus Newton Martin (* 23. März 1847 bei Whitestown, Butler County, Pennsylvania; † 11. Juli 1901 in Marion, Indiana) war ein US-amerikanischer Politiker. Zwischen 1889 und 1895 vertrat er den Bundesstaat Indiana im US-Repräsentantenhaus.

## Werdegang
Augustus Martin besuchte die öffentlichen Schulen seiner Heimat einschließlich des Witherspoon Institute in Butler. Zwischen 1863 und 1865 diente er während des Bürgerkrieges im Heer der Union. Nach dem Krieg setzte er seine Ausbildung mit einem Studium am Eastman College in Poughkeepsie im Bundesstaat New York fort. Danach war er für einige Zeit als Lehrer tätig.
Nach einem Jurastudium in Bluffton (Indiana) und seiner 1870 erfolgten Zulassung als Rechtsanwalt begann er in diesem Beruf zu arbeiten. Gleichzeitig schlug er als Mitglied der Demokratischen Partei eine politische Laufbahn ein. Im Jahr 1875 saß er als Abgeordneter im Repräsentantenhaus von Indiana. Danach war er zwischen 1876 und 1880 Verwaltungsangestellter beim Supreme Court of Indiana. Zwischen 1881 und 1883 lebte er in Austin (Texas), ehe er nach Bluffton zurückkehrte.
Bei den Kongresswahlen des Jahres 1888 wurde Martin im elften Wahlbezirk von Indiana in das US-Repräsentantenhaus in Washington, D.C. gewählt, wo er am 4. März 1889 die Nachfolge von George Washington Steele antrat. Nach zwei Wiederwahlen konnte er bis zum 3. März 1895 drei Legislaturperioden im Kongress absolvieren. Im Jahr 1894 unterlag er seinem Vorgänger Steele. Nach seinem Ausscheiden aus dem US-Repräsentantenhaus praktizierte Augustus Martin wieder als Anwalt. Er starb am 11. Juli 1901 in einem Soldatenheim in Marion.